# Вознесенський ґебіт
Вознесе́нський ґебі́т (нім. Kreisgebiet Wosnessensk «Вознесенська округа») — адміністративно-територіальна одиниця Миколаївської генеральної округи райхскомісаріату Україна з центром у Вознесенську. 

## Історія
Округу утворено 15 листопада 1941 опівдні з Арбузинського, Братського, Вознесенського і Єланецького районів тогочасної Миколаївської області. 
Станом на 1 вересня 1943 Вознесенський ґебіт поділявся на 4 німецькі райони: Гарбузинський (нім. Rayon Arbusinka), Братський (нім. Rayon Bratskoje), Вознесенський (нім. Rayon Wosnessensk) і Єланецький (нім. Rayon Jelanez).
У Вознесенську з 16 вересня 1941 по 1943 рік виходив часопис «Новий час». 
24 березня 1944 року адміністративний центр округи відвоювали радянські війська.